# Automatic Acoustic Management
Automatic Acoustic Management(AAM)は、ハードディスクの騒音を管理する機能で、一部の対応したハードディスクで利用可能である。
この機能を利用すると、ハードディスクのシーク音が任意のレベルで調整可能になる。（低減すればするほど性能は落ちる）
ハードディスクは、製造メーカーがパフォーマンス優先でファームウェアを開発することが多く、騒音が大きくなりがちであったが、この機能を利用することでユーザーレベルでの騒音を低減することが可能になった。

## 設定可能なアプリケーション
- CrystalDiskInfo
- HD tune Pro